# Bartłomiej Kłusek
Bartłomiej Kłusek (* 15. Januar 1993 in Buczkowice) ist ein ehemaliger polnischer Skispringer.

## Werdegang
Bartłomiej Kłusek gab sein internationales Debüt am 12. September 2009 bei einem FIS Cup im slowakischen Štrbské Pleso, wo er den 40. Platz belegte. Nach weiteren Springen in dieser Kategorie, nahm er am 2. Oktober 2010 erstmals an einem COC-Springen im polnischen Wisła teil. In dieser Wettkampfklasse konnte er bei folgenden Wettbewerben auch erste Punkte erzielen und seine erste Saison  auf dem 46. Rang der Gesamtwertung beenden. Im Sommer 2011 bestritt er einige Springen des Grand-Prix und erreichte den 62. Platz in der Gesamtwertung. In der folgenden Saison nahm er wieder an COC-Wettbewerben teil, bis er am 20. Januar 2012 sein Weltcupdebüt bei einem Springen im polnischen Zakopane gab. Jedoch konnte bisher im Weltcup nie den zweiten Durchgang und die damit verbundenen Punkte erreichen. Er sicherte sich am 4. März 2012 bei einem COC-Springen in Predazzo den dritten Rang und damit seine bis dahin einzige Podestplatzierung auf internationaler Bühne.
Bei den Nordischen Junioren-Skiweltmeisterschaften 2012 und 2013 gewann er mit dem polnischen Team, zu dem 2012 außer ihm noch Tomasz Byrt, Klemens Murańka und Aleksander Zniszczoł sowie 2013 Zniszczoł, Murańka und Krzysztof Biegun gehörten, die Silbermedaille. Bei der Winter-Universiade 2013 in Predazzo gewann er mit der Mannschaft die Goldmedaille im Teamspringen. In den beiden Einzelspringen verpasste er als Siebenter und Neunter die Medaillenränge, konnte sich aber trotzdem sicher in den Top 10 platzieren. Seit 2013 gehörte er dem Nachwuchskader der Nationalmannschaft an.
Im Januar 2014 kam er bei den Springen in Polen wieder im Weltcup zum Einsatz, blieb aber in Wisła und Zakopane erneut ohne Punkteerfolg. Auch in Sapporo eine Woche später gelang ihm ein erster Punkteerfolg nicht. In der Folge musste er sich auch im Continental Cup vorerst mit mittelmäßigen Ergebnissen zufriedengeben. Erst zu Beginn des Winters 2014/15 erreichte er in Engelberg als Zweiter das Podium. Daraufhin reiste er mit dem A-Nationalkader zu den österreichischen Springen der Vierschanzentournee 2014/15. Nachdem er in Innsbruck noch die Qualifikation verpasst hatte, gelang ihm diese in Bischofshofen. Jedoch blieb er dabei im ersten Durchgang hängen. Im Sommer 2015 gelang ihm in Wisła ein siebenter Platz im Sommer-Grand-Prix. Es blieb jedoch sein einziger Punktgewinn, welcher ihm am Ende auf den 56. Rang in der Gesamtwertung brachte.

## Statistik

### Grand-Prix-Platzierungen
| Saison | Platz | Punkte |
| ------ | ----- | ------ |
| 2011   | 62.   | 018    |
| 2012   | 26.   | 084    |
| 2013   | 40.   | 060    |
| 2015   | 56.   | 036    |

### Continental-Cup-Platzierungen
| Saison  | Platz | Punkte |
| ------- | ----- | ------ |
| 2010/11 | 46.   | 147    |
| 2011/12 | 31.   | 213    |
| 2012/13 | 39.   | 154    |
| 2013/14 | 28.   | 277    |
| 2014/15 | 15.   | 507    |
| 2015/16 | 09.   | 640    |